# Параклис Свете Петке у Растовници
Параклис Свете Петке у Растовници, насељеном месту на територији града Прокупље, припада Епархији нишкој Српске православне цркве. Подигнута је 1901. и посвећена је Светој Петки.
Храм свете Петке се налази југозападно од Прокупља између великих брда, који је подигнут на темељима старије цркве из непознатог периода. Храм је у добром стању и никада није освећен. Народ се при овој цркви окупља на празник свете Петке и у петак уочи празника Светог великомученика Георгија.